# Hohenwarth (Cham)
Hohenwarth (Landkreis Cham) este o comună din landul Bavaria, Germania.